# Le Chevalier D'Eon
Le Chevalier D'Eon (シュヴァリエ?, Shuvarie) è una serie anime creata dallo scrittore Tow Ubukata e prodotta dallo studio Production I.G, distribuita in Italia da Yamato Video. Un manga, scritto da Ubukata e illustrato da Kiriko Yumeji, è stato pubblicato dalla Kōdansha un anno prima della serie TV, anche se le due storie sono molto diverse. Il manga è stato pubblicato in Italia dalla Star Comics.

## Trama
(D'Eon de Beaumont, voce narrante, introduzione al primo episodio)
La storia si svolge nel XVIII secolo, sotto il regno di Luigi XV, alla vigilia della Rivoluzione francese. La corte di Versailles, all'apice del suo splendore, vede gli aristocratici impegnati nella loro tranquilla vita quotidiana, fatta di balli e di banchetti, ma dove cominciano già ad intravedersi le prime crepe, destinare a minare le fondamenta di un'era che volge inesorabilmente alla fine. Una mattina, però, nella Senna viene trovata una cassa che galleggia sulle acque indisturbata. Ben presto si rivela essere una bara, sul coperchio della quale è incisa la parola PSALMS, e dentro la quale viene ritrovato il corpo di una donna, che viene riconosciuta come Lia de Beaumont.
Il Cavaliere d'Éon de Beaumont, il fratello minore di Lia, è membro della polizia segreta e sta svolgendo indagini su una serie di sparizioni di giovani donne. Non appena viene ritrovato il corpo di sua sorella, il cavaliere viene avvisato della scoperta, ritrovandosi inconsapevolmente all'inizio di una storia torbida e misteriosa.
Nei corridoi della corte del Duca d'Orléans, infatti, si aggira il Conte di Saint-Germain, un alchimista che rivelerà poteri straordinari. Il ritrovamento di Lia non è che il primo atto di una vicenda che trascinerà D'Eon de Beaumont attraverso i misteri dei Poeti, un gruppo di alchimisti capaci di rianimare i cadaveri grazie alla lettura di versetti di particolari salmi, per poi scagliarli contro i propri nemici, alla stregua di zombi.
Ma se la volontà di vendicare sua sorella spinge D'Eon ad iniziare indagini su quanto possa esserle accaduto, causando involontariamente la morte della squadra della Polizia Segreta nella quale lavorava, ben presto si iniziano a scoprire le trame di un intrigo molto più vasto. Ci sono infatti cospiratori che attentano al trono del Re di Francia, relazioni segrete intessute fra i membri della Corte e rapporti con nazioni estere a rischio di boicottaggio.
D'Eon de Beaumont, pervaso dallo spirito di giustizia, partirà dalla Corte su missione di Luigi XV in persona, seguito da Robin, giovane paggio della regina Maria. Fortunatamente, ben presto troverà due importanti alleati pronti a schierarsi dalla sua parte: Durand, uno spadaccino abile e sfrontato, dal bel viso e dalla mente acuta, e Teillagory, il vecchio maestro di spada dei fratelli Beaumont. I “Quattro Moschettieri”, così come si soprannominano in onore dei cavalieri dei tempi andati, portano avanti con energia le indagini, ma i misteri non sono finiti; infatti, sembra che lo spirito di Lia stia ancora gridando vendetta per la sua morte e sia intenzionato a impossessarsi del corpo di D'Eon.
La vicenda è vagamente ispirata alla figura storica, realmente esistita, di Charles d'Éon de Beaumont, che visse a cavallo fra XVIII e XIX secolo e fu diplomatico e spia francese.

## Episodi
| Nº | Titolo italiano Giapponese 「Kanji」 - Rōmaji                                     | In onda           | In onda           |
| Nº | Titolo italiano Giapponese 「Kanji」 - Rōmaji                                     | Giapponese        | Italiano          |
| 1  | D'Eon: Lia 「デオン∴リア」 - deon∴ria                                             | 19 agosto 2006    | 2 luglio 2010     |
| 2  | Quattro moschettieri 「四銃士」 - shi jū samurai                                  | 26 agosto 2006    | 2 luglio 2010     |
| 3  | La spada dell'indignazione 「悲憤の剣」 - hifun no tsurugi                        | 2 settembre 2006  | 16 luglio 2010    |
| 4  | Gli adepti della rivoluzione 「革命の信徒」 - kakumei no shinto                   | 9 settembre 2006  | 16 luglio 2010    |
| 5  | Palais Royal 「パレ・ロワイヤル」 - pare・rowaiyaru                               | 16 settembre 2006 | 23 luglio 2010    |
| 6  | I cavalieri del re 「王の騎士」 - ō no kishi                                      | 23 settembre 2006 | 23 luglio 2010    |
| 7  | Gargouilles 「ガーゴイル」 - Gāgoiru                                              | 30 settembre 2006 | 30 luglio 2010    |
| 8  | Udienza con la zarina 「女帝謁見」 - onna mikado ekken                            | 7 ottobre 2006    | 30 luglio 2010    |
| 9  | Gli amanti 「愛人たち」 - aijin tachi                                             | 14 ottobre 2006   | 6 agosto 2010     |
| 10 | I salmi della famiglia reale 「王家の詩」 - ōke no shi                            | 21 ottobre 2006   | 6 agosto 2010     |
| 11 | Pioggia sulla Sacra Capitale 「聖都の雨」 - hijiri miyako no ame                  | 28 ottobre 2006   | 13 agosto 2010    |
| 12 | Riposa in patria 「祖国に眠れ」 - sokoku ni nemure                                | 4 novembre 2006   | 13 agosto 2010    |
| 13 | Presagio 「兆し」 - kizashi                                                       | 18 novembre 2006  | 20 agosto 2010    |
| 14 | Il portadocumenti di Robert Wood 「ロバート・ウッドの鞄」 - robato・uddo no kaban | 25 novembre 2006  | 20 agosto 2010    |
| 15 | L'ultimo ordine segreto 「最後の密命」 - saigo no mitsu inochi                    | 9 dicembre 2006   | 27 agosto 2010    |
| 16 | Il divenire dell'anima 「魂の行方」 - tamashii no namegata                        | 16 dicembre 2006  | 27 agosto 2010    |
| 17 | L'abbazia di Medmenham 「メドメナムの地」 - medomenamu no chi                     | 23 dicembre 2006  | 3 settembre 2010  |
| 18 | Il nuovo mondo 「新世界」 - shinsekai                                             | 6 gennaio 2007    | 3 settembre 2010  |
| 19 | Fino a quando non si tingerà di rosso 「紅に染むるまで」 - kurenai ni somu rumade | 13 gennaio 2007   | 10 settembre 2010 |
| 20 | Pronti a morire per... 「殉ずるものと」 - junzu rumonoto                          | 26 gennaio 2007   | 10 settembre 2010 |
| 21 | Il prezzo dell'onore 「名誉の代償」 - meiyo no daishō                             | 3 febbraio 2007   | 17 settembre 2010 |
| 22 | NQM                                                                               | 10 febbraio 2007  | 17 settembre 2010 |
| 23 | Per il mio più grande amore 「最愛なる――ゆえに」 - saiai naru -- yueni            | 17 febbraio 2007  | 24 settembre 2010 |
| 24 | In principio era il Verbo 「言葉ありき」 - kotoba ariki                           | 24 febbraio 2007  | 24 settembre 2010 |

## Concetti chiave
- Gargoyles - Cadaveri animati, il cui sangue è stato rimpiazzato da mercurio. Sulla loro fronte è disegnato il marchio "H∴O" ("Homme∴Optare"). I Gargoyles sono controllati dai Poeti tramite i poemi.
- I Salmi Reali - Una delle sei sottocategorie di Salmi tematici. Sono un gruppo di versetti che hanno a che fare con le idee di Dio e di Monarchia.
- I Salmi della Vendetta - La vendetta ed il risarcimento sono le tematiche più comuni di questi Salmi. Uno di quelli citati più spesso nella serie è il Salmo 35.
- I Poeti - Il Poeta lancia incantesimi e controlla i gargoyles recitando versetti dai Salmi.
- Il Segreto del Re - L'organizzazione segreta di Re Luigi XV, capitanata dal Duca di Broglie.
- I Fratelli Rivoluzionari - Un gruppo di alchimisti guidati dal Conte di Saint-Germain, patrocinato dal Duca di Orléans.

## Citazioni
- PSALMS - Scritta in inglese incisa sulla cassa di Lia e sulle altre vittime. Significa Salmi.
- NQM (Naqam) - Vendetta, in ebraico. Può anche significare la rinascita di un nuovo ordine dopo un periodo di disequilibrio dell'armonia.
- Sit Nomen Domini Benedictum - Appare sulla spada di D'Eon quando lo spirito di Lia prende possesso del suo corpo. Significa "Sia Benedetto Il Nome Del Signore".
- Novus Ordo Seclorum - Viene dal latino, e significa Nuovo Ordine dei Secoli.

## Personaggi

### I Beaumont
D’Eon de Beaumont (デオン·ド·ボーモン?, Deon· do· bōmon)
Seiyuu: Yuuki Tai, Akio Nojima (da vecchio). Doppiatore italiano: Davide Albano, Adolfo Fenoglio (da vecchio)
È membro della Polizia Segreta, e lavora negli interessi del Re e della Francia. Giovane cavaliere, addestrato sin da bambino all'arte della spada insieme a sua sorella Lia, divide il suo tempo fra la Corte e le sue indagini segrete.
Quando sua sorella viene trovata morta, chiusa in una cassa che galleggia lungo la Senna e che riporta sul coperchio la parola Psalms, si ritrova catapultato in una battaglia mortale, dove rivoluzionari e forze sovrannaturali si mescolano agli intrighi politici messi in piedi dal Duca D'Orléans per prendere il trono di Re di Francia.
La figura di D'Eon de Beaumont prende ampiamente a modello quella del Cavalier D'Eon, veramente esistito, e con il suo illustre ispiratore condivide la propensione al travestitismo, abbigliandosi talvolta da donna per farsi passare per sua sorella, alla quale assomiglia moltissimo.
Lia de Beaumont (リア·ド·ボーモン?, Ria·do·Bōmon)
Seiyuu: Risa Mizuno. Doppiatrice italiana: Cristiana Rossi
È la sorella maggiore di D'Eon. Bellissima giovane donna, abile sia con la spada che con la parola, per via del suo spirito acuto, della sua intelligenza e dei suoi modi impeccabili è molto amata pressoché da tutti. Questo malgrado frequenti la Corte solamente a tratti, perché spesso impegnata in viaggi di cui nessuno conosce bene la natura, sino a quando dopo la sua morte, che incorre nel primo episodio della serie, suo fratello non viene a sapere che sua sorella portava a termine incarichi diplomatici segreti per conto della Corona, durante la serie si scoprirà essere la figlia illegittima del re Luigi XIV
La sua morte fa nascere nel cuore di suo fratello la voglia di riscatto e di svelare cosa le sia accaduto. Quel che D'Eon però non può prevedere è che lo spirito di sua sorella, incendiato dal furore, possa arrivare persino a possederlo pur di compiere la sua vendetta nei confronti dei suoi assassini.
Lei e Maximillien erano innamorati l'uno dell'altra e avevano deciso di sposarsi, in seguito però Lia ruppe il fidanzamento senza dare spiegazioni a Maximillien, ma nonostante questo lo ha amato fino alla morte e oltre.
Il personaggio è ispirato all'identità che D'Eon usò in una missione in Russia nel 1756.

### I Quattro Moschettieri
Robin (ロビン?, Robin)
Seiyuu: Megumi Matsumoto. Doppiatore italiano: Stefano Pozzi
È il paggio personale della Regina di Francia, e malgrado la sua giovane età si lancia senza esitazione, seguendo il volere della Corona, nell'avventura che coinvolge D'Eon.
Odia essere trattato come un ragazzino, ed è l'unico fra i Moschettieri ad usare una pistola come arma. Molti anni dopo la fine della serie assume l'identità di Maximilien de Robespierre.
Teillagory (テラゴリー?, Teragorī)
Seiyuu:	Haruo Sato. Doppiatore italiano: Antonio Paiola
È il vecchio maestro di spada di Lia e D'Eon, verso i quali prova un forte legame d'affetto. È il primo a riconoscere quando Lia prende possesso del corpo del fratello, per via dello stile di combattimento, che cambia sensibilmente andando ad assomigliare a quello della ragazza, molto più efficace.
È lui a coniare il nome Quattro Moschettieri per il gruppo che orbita intorno a D'Eon.
Durand (ヂュラン?, Juran)
Seiyuu:Ken Narita. Doppiatore italiano: Riccardo Niseem Onorato
È un giovane uomo di bell'aspetto, che presenta modi raffinati ed una spiccata intelligenza. Abile conversatore, all'apparenza può sembrare un nobile come tanti. Ma in realtà è anche un provetto spadaccino, e soprattutto agente segreto per conto del Re.
Accenni sparsi durante la serie suggeriscono che fosse innamorato di Lia de Beaumont.

### Versailles - fazione conservatrice
Luigi XV di Francia (ルイ十五世?, Rui jūgo sei)
Seiyuu: Testu Inada. Doppiatore italiano: Gabriele Calindri
Re Luigi XV, battezzato dal popolo francese come il "Beneamato". Uomo dotato di straordinario fascino e seduzione, lasciò in eredita al nipote Luigi Augusto, Re Luigi XVI, una nazione sgretolata, in cui si erano già costruite le fondamenta della Rivoluzione Francese.
Maria Leszczyńska di Polonia, la Regina di Francia (マリー?, Marii)
Seiyuu: Yuki Kaida. Doppiatrice italiana: Daniela Trapelli
La Regina è colei che spinge D'Eon ad accettare in sé lo spirito di sua sorella Lia, e che comanda a Robin di accompagnarlo nelle sue avventure. È legata ad un misterioso teschio parlante, di nome Belle, che porta sempre con sé e con il quale dialoga spesso.
Belle (ベル?, Beru)
Seiyuu: Mayumi Yanagisawa. Doppiatrice italiana: ?
È un teschio parlante che riporta incise, sulla fronte, le lettere nqm. La Regina è solita portarlo con sé, agghindandolo con vestiti, parrucche e nastri, e parlarvi. In realtà il teschio serve da "contenitore" per l'anima di Belle, che altri non è che la figlia di Madame de Pompadour, uccisa dalla sua stessa madre per potersi dedicare alla politica di corte.
Anna Rochefort (アンナ·ロシュフォール?, Anna·Roshufōru)
Seiyuu: Eri Kitamura. Doppiatrice italiana: Benedetta Ponticelli
È l'amica d'infanzia di D'Eon, e cova nei suoi confronti sentimenti romantici. Ammirava moltissimo Lia de Beaumont, con la quale aveva avuto modo di passare del tempo negli intervalli fra i viaggi della giovane. A Corte la sua mansione è quella di prendersi cura del Delfino di Francia, Luigi XVI.
Delfino Augusto (オーギュスト?,  Ōgyusto)
Seiyuu: Masami Suzuki. Doppiatore italiano: Davide Perrone
È il giovane delfino Luigi XVI, il nipote del Re.
Il Duca di Broglie (ブロリーの公爵?, Burorii no kōshaku)
Seiyuu: Akihiko Ishizumi. Doppiatore italiano: Luca Catanzaro
È il capo del Segreto del Re, il servizio segreto del Re.

### Versailles - fazione progressista
La Marchesa di Pompadour (ポンパドール?, Ponpadōru)
Seiyuu: Shōko Tsuda. Doppiatrice italiana: Donatella Fanfani
È l'amante di Luigi XV, omaggiata da tutti e rispettata. All'interno della reggia di Versailles, cerca segretamente di risvegliare le coscienze degli aristocratici, addormentate dalla vita di corte. Fra lei e la Regina non scorre buon sangue, ed i loro rapporti sono tesi ma sempre nei limiti del rispetto reciproco.
Praslin César Gabriel di Choiseul (プラスリン·セザール·ガブリエル·デ·ショアズール?, Purasurin·Sezāru·Gaburieru·de·Shoazūru)
È il Duca di Praslin, Segretario di Stato degli Affari Esteri.

### Fratellanza Rivoluzionaria
Filippo, Duca d'Orléans (オリアンスの公爵?, Oriansu no kōshaku)
Seiyuu: Ryusaku Sakurai. Doppiatore italiano: Massimiliano Lotti
Fratello di Re Luigi XIV, è stato Reggente di Luigi XV durante la sua infanzia. Trama segretamente per poter occupare il trono del nipote.
Per quanto sia storicamente esistito un Duca d'Orléans nel periodo storico preso in oggetto, il personaggio qui raffigurato è meramente inventato, e risulta la mescolanza di ben quattro generazioni di duchi: Filippo I, Filippo II, Luigi e Luigi Filippo I.
Il Conte di Saint-Germain (サン・ジェルマンの伯爵?, San・Jeruman no Hakushaku)
Seiyuu: Yasunori Matsumoto. Doppiatore italiano: Oliviero Corbetta
Prodigioso alchimista, attraverso il potere dei Salmi può comandare schiere intere di Gargoyles. È al servizio del Duca d'Orléans.
Caron de Beaumarchais (・カロン・デ·ボーマルシェ?, Karon·de·Bōmarushe)
Seiyuu: Hideyuki Umezu. Doppiatore italiano: Diego Sabre
È un Poeta al servizio del Conte di Saint-Germain. Ha la capacità di lanciare incantesimi attraverso la lettura dei Salmi che gli vengono dati dal Conte.
Maximilien Robespierre (マクシミリアン・ロベスピエール?, Makushimirian・Robesupieeru)
Seiyuu: Takahiro Sakurai. Doppiatore italiano: Alessandro Rigotti
Un altro alchimista, animato da ideali rivoluzionari. In passato aveva servito Re Luigi al fianco di Lia, della quale si era innamorato arrivando a chiederle di sposarlo. In realtà è lui l'erede della famiglia reale in quanto figlio di Luigi XIV, e non Luigi XV. Nell'ultimo episodio muore, potendo così riunirsi con lo spirito della sua amata. Prima di morire lascia il suo nome in eredità a Robin.
Vorontsov (ボロンゾフ?, Boronzofu)
Seiyuu: Keiichi Sonore. Doppiatore italiano: Tony Fuochi
Un russo protetto dal Duca d'Orléans che sembra avere molto a che vedere con la morte di Lia. Lavora sotto copertura, spacciandosi per un semplice commerciante di pellicce pregiate.
Cagliostro (カリオストロ?, Kariosutoro)
Seiyuu: Nobuyuki Kobushi	
Doppiatore italiano: Raffaele Fallica
È una via di mezzo fra un alchimista e un cialtrone, ed è il compagno di Lorenza Feliciani. Il suo vero nome è Giuseppe Balsamo, e lavora al soldo del Duca d'Orléans. È basato sul personaggio realmente esistito Cagliostro.
Lorenza Feliciani (ロレンツィア·フェリチアニ?, Rorentsia·Ferichiani)
Seiyuu:Kaori Nazuka. Doppiatrice italiana:Patrizia Mottola
È la compagna di Cagliostro ed anche un Poeta, capace di animare i Gargoyles. È basata sulla moglie storicamente esistita di Cagliostro.

### Corte di Russia
Elisabetta I, Imperatrice di Russia (エリザヴェータ 一世?, Erizeviita ichi sei)
Donna coraggiosa e scaltra, era una grande amica di Lia de Beaumont, che era riuscita così ad intessere una forte intesa diplomatica fra la Francia e la Russia.
Alla sua Corte è d'uso il travestitismo, dal momento che a cadenza regolare l'Imperatrice indice balli in maschera nei quali i partecipanti sono tenuti a vestirsi con abiti dell'altro sesso. È in una di queste occasioni che incontra D'Eon de Beaumont, travestito da donna, e riconoscendo la somiglianza sorprendente del ragazzo con Lia accoglie presso di sé il Cavaliere e Robin, che l'aveva accompagnato.
Pietro (ピョートル?, Pyōtoru)
Il futuro Pietro III di Russia è un giovane ubriacone e dagli interessi infantili, primo fra i quali diventare Imperatore per poter amministrare il potere a suo piacimento. È sposato con Caterina, ma la loro unione è molto instabile. Spesso sembra non sopportarla, ed arriva a minacciarla di ripudiarla, o di picchiarla. Il suo sogno è quello di rovesciare l'Imperatrice, e lasciandosi guidare da politici ben più scaltri di lui spera di ottenere questo risultato.
Caterina (エカテリーナ?, Ekaterīna)
Seiyuu: Yukiko Takaguchi. Doppiatrice italiana: Debora Magnaghi
La futura Caterina la Grande è qui una giovane donna sposata a Pyotr, evidentemente infelice della sua condizione. Non appena viene a conoscenza delle intenzioni del marito e del complotto, va alla ricerca dei Quattro Moschettieri per avvisarli della trappola che hanno intenzione di far scattare gli oppositori di Elisabetta I.
Bestuzhev-Ryumin (ベストゥージェフ·リューミン?, Besutoūjefu· Ryūmin)
È il Gran Cancelliere di Russia, e trama alle spalle dell'Imperatrice sperando di poter prendere il potere. Arriva ad architettare un piano nel quale prevede di uccidere la donna ed il suo amante, salvo poi essere sventato dall'ingegno dei Quattro Moschettieri e dal coraggio di Elisabetta I.

## Colonna sonora
Sigla d'Apertura: "BORN" - Miwako Okuda
- Musica: Hiro Oyagi
- Arrangiamento: Hideyuki "Daichi" Suzuki
- Testo: Chokkyu Murano

Sigla di chiusura: "OVER NIGHT" - Aya
- Musica: Aya e Dai Kasho
- Testo: Aya